# Another
Another ist ein japanischer Horrorroman von Yukito Ayatsuji. Die Serie erschien von 2006 bis 2009 in Japan und wurde als Seinen-Manga, Anime-Fernsehserie und Realfilm adaptiert.

## Inhalt
Der 15-jährige Kōichi Sakakibara (榊原 恒一) zieht zu seinen Großeltern und seiner Tante Reiko, da sein Vater wegen seiner Arbeit nach Indien muss. An der Yomiyama-Mittelschule kommt er in die Klasse 3-3, die Kōichi jedoch von Anfang an seltsam vorkommt. Die Klasse ist von allen anderen in der Schule so sehr wie nur möglich isoliert. Kōichi bemerkt eine Mitschülerin mit einer Augenklappe, Mei Misaki (見崎 鳴), aber seine Mitschüler reagieren so, als gäbe es sie nicht, wenn er jemanden nach ihr fragt. Bald erfährt Kōichi, dass die Klasse verflucht ist, seitdem 26 Jahre zuvor ein Schüler namens Misaki gestorben ist. Seitdem befindet sich jedes Jahr in der Klasse eine überzählige verstorbene Person, die „Andere“ (Another), deren bloße Anwesenheit der Grund dafür ist, dass monatlich Schüler dieser Klasse oder deren nächsten Verwandte unter seltsamen Umständen ums Leben kommen. Nach und nach findet Kōichi heraus, dass man den Fluch beenden kann, in dem man die Andere auf ein Neues „umbringt“, was die verzweifelte Situation verschärft, da niemand, nicht einmal die tote Person selbst, weiß, wer die Andere ist.

## Veröffentlichung
Die von Yukito Ayatsuji verfasste Erzählung erschien in Fortsetzungskapiteln von August 2006 bis Mai 2009 im Magazin Yasei Jidai des Verlags Kadokawa Shoten. Im Oktober 2009 erschienen die Kapitel gesammelt in einem Tankōbon (ISBN 978-4-04-874003-6). Die Cover-Illustration stammt von Shiho „Shiffon“ Enta. Im November 2011 folgte eine Fassung in zwei Bunkobon (ISBN 978-4-04-100001-4 und ISBN 978-4-04-100000-7), sowie im März 2012 eine Neuausgabe (ISBN 978-4-04-100142-4 und ISBN 978-4-04-100141-7) davon mit Illustrationen von Noizi Ito.
Eine englische Übersetzung der ersten Bunkobon-Fassung soll im März (ISBN 978-0-316-25275-1) bzw. Juli 2013 (ISBN 978-0-316-25276-8) bei Yen Press erscheinen, zunächst nur als eines der ersten beiden Nur-Digital-Veröffentlichungen des Imprints.

## Adaptionen

### Manga
Der Zeichner Hiro Kiyohara schuf eine Manga-Adaption des Stoffes, die von Ausgabe 5/2010 (4. April 2010) bis 1/2012 (4. Dezember 2011) im Magazin Young Ace erschien, ebenfalls bei Kadokawa Shoten. Die Kapitel wurden zwischen Oktober 2010 und Dezember 2011 auch in vier Sammelbänden herausgebracht. Egmont Manga und Anime brachte von Juli 2012 bis Januar 2013 eine deutsche Veröffentlichung aller Bände heraus. In den USA wurde der Manga von Yen Press lizenziert und erschien dort ab Oktober 2013 in einer Omnibus-Fassung, welche alle vier Bände in einem enthält.
Anschließend lief im selben Magazin in den Ausgaben 2/2012 und 3/2012 eine Nebengeschichte namens Another0 mit Reiko als Protagonistin. Diese Kapitel erschienen am 24. Mai 2012 als Sammelband inklusive Anime-DVD.
Unter dem Titel Another +Zero – Luxury Edition erschien am 3. März 2016 bei Egmont Manga ein gebundenes Manga-Buch, welches neben den vier bekannten Bänden außerdem das im deutschsprachigen Raum bis dato unveröffentlichte Bonuskapitel Another0 enthält.

### Anime
Beim Studio P.A. Works entstand unter der Regie von Tsutomu Mizushima bis 2012 eine Anime-Adaption für das japanische Fernsehen, die zwölf Folgen umfasst. Das Drehbuch schrieb Ryō Higaki, von Yuriko Ishii stammt das endgültige Charakterdesign, basierend auf den Entwürfen von Noizi Ito, und Satoru Hirayanagi war für die künstlerische Leitung verantwortlich.
Vom 10. Januar bis zum 27. März 2012 nach Mitternacht (und damit am vorigen Fernsehtag) wurde die Serie bei Kitanihon Hōsō erstausgestrahlt. Es folgten mit wenigen Tagen Verzögerung Ausstrahlungen bei Chiba TV, Gifu Broadcasting, KBS Kyōto, Mie TV, Sun TV, Tokyo MX, TV Kanagawa, TV Saitama und TVQ Kyūshū Hōsō. Eine englisch untertitelte Fassung wurde von Crunchyroll als Simulcast und The Anime Network über Streaming verbreitet. Eine Veröffentlichung auf DVD und Blu-Ray für den englischen Sprachraum wurde von Sentai Filmworks lizenziert und in Deutschland samt der folgenden Original Video Animation von Kazé Deutschland.
Der am 24. Mai 2012 veröffentlichte Mangaband Another0 enthielt als Beilage eine Original Video Animation mit einer Folge 0 zur Anime-Serie, die Mei Misakis Vorgeschichte erzählt.

#### Synchronisation
| Rolle              | Japanischer Sprecher (Seiyū) | Deutscher Synchronsprecher |
| ------------------ | ---------------------------- | -------------------------- |
| Kōichi Sakakibara  | Atsushi Abe                  | Henning Nöhren             |
| Mei Misaki         | Natsumi Takamori             | Linda Fölster              |
| Izumi Akazawa      | Madoka Yonezawa              | Marieke Oeffinger          |
| Naoya Teshigawara  | Tomoaki Maeno                | René Dawn-Claude           |
| Yūya Mochizuki     | Kazutomi Yamamoto            | Christian Zeiger           |
| Yukari Sakuragi    | Ai Nonaka                    | Charlotte Uhlig            |
| Reiko              | Naoko Sakakibara             | Jasmin Arnoldt             |
| Tomohiko Kazami    | Mitsuhiro Ichiki             | Michael Ernst              |
| Aya Ayano          | Mana Hirata                  | Sarah Tkotsch              |
| Makoto Ouji        | Gou Inoue                    | Marcel Mann                |
| Ikuo Takabayashi   | Shou Takano                  | Konrad Bösherz             |
| Junta Nakao        | Kongo Kawanishi              | Fabian Oscar Wien          |
| Noboru Saruta      | Genki Muro                   | Sebastian Fitzner          |
| Tatsuji Chibiki    | Hiroaki Hirata               | Torsten Sense              |
| Yousuke Sakakibara | Takuro Kitagawa              | Gerrit Hamann              |
| Sanae Mizuno       | Seiko Yoshida                | Laurine Betz               |

#### Musik
Die Musik der Serie komponierte Kō Ōtani, Tonregie führte Yoshikazu Iwanami. Für den Vorspann verwendete man das Lied Kyōmu Densen (凶夢伝染) von Ali Project, der Abspann wurde mit dem Titel anamnesis von Annabel unterlegt.

### Realfilm
Am 4. August 2012 kam eine Realfilm-Adaption in die japanischen Kinos. Regie führte Takeshi Furusawa, das Drehbuch stammt von ihm und Sachiko Tanaka und die Musik von Gorō Yasukawa. Kōichi wurde von Kento Yamazaki, Mei von Ai Hashimoto und Reiko von Ai Katō gespielt.
Der Film lief am Eröffnungswochenende in 230 Kinos an und spielte 80 Millionen Yen ein, womit er der neunterfolgreichste war.